# Гагарин, Павел Сергеевич
Князь Павел Сергеевич Гагарин (30 июня (11 июля) 1747 — 2 (13) декабря 1789) — московский обер-комендант; поэт и переводчик. 

## Биография
Третий сын крупного сановника князя Сергея Васильевича Гагарина (1713—1782) от брака его с графиней Прасковьей Ягужинской (ум. 1775), дочерью генерал-прокурора П. И. Ягужинского, родился 30 июня (11 июля) 1747 года.
В 1757 году был записан на военную службу. В чине полковника участвовал в первой русско-турецкой войне, командовал 2-м Московским пехотным полком. За храбрость, проявленную в сражении при Гирсове 3 сентября 1773 года, был награждён орденом Св. Георгия 4-й степени, «когда неприятель в числе 11-тысячного корпуса сделал сильное покушение, то Гагарин с полком своим, встретив его пушечными и ружейными выстрелами, привел в замешательство и обратил в бегство».
В 1779 году пожалован в генерал-майоры, с 1788 года – генерал-поручик. В последний год жизни был обер-комендантом в Москве и жил в отцовском дворце на Страстном бульваре.
Умер после продолжительной болезни 2 (13) декабря 1789 года, прожив всего 42 года. По поводу его смерти граф К. Г. Разумовский писал сыну:
Вчера здесь скончался князь Гагарин, оставя в прежалком состоянии молодую жену и детей в превеличайших долгах; он всеми любим был и сожалеем; они вам очень знакомы и в Петровском часто бывали.
Гагарин был известен как поэт и переводчик, входил в окружение Ю. А. Нелединского-Мелецкого, Н. П. Николева и Д. П. Горчакова, служившего в 1770-х годах его адъютантом. Произведения Гагарина были изданы после его смерти в  журналах «Чтение для вкуса» (1792-1793), «Приятное и полезное» (1794-1796) и «Аониды» (1798-1799). Он перевел с  французского языка «Опыт чувствительности, или Письмо одного персиянина из Лондона к другу его живущему в Испании».

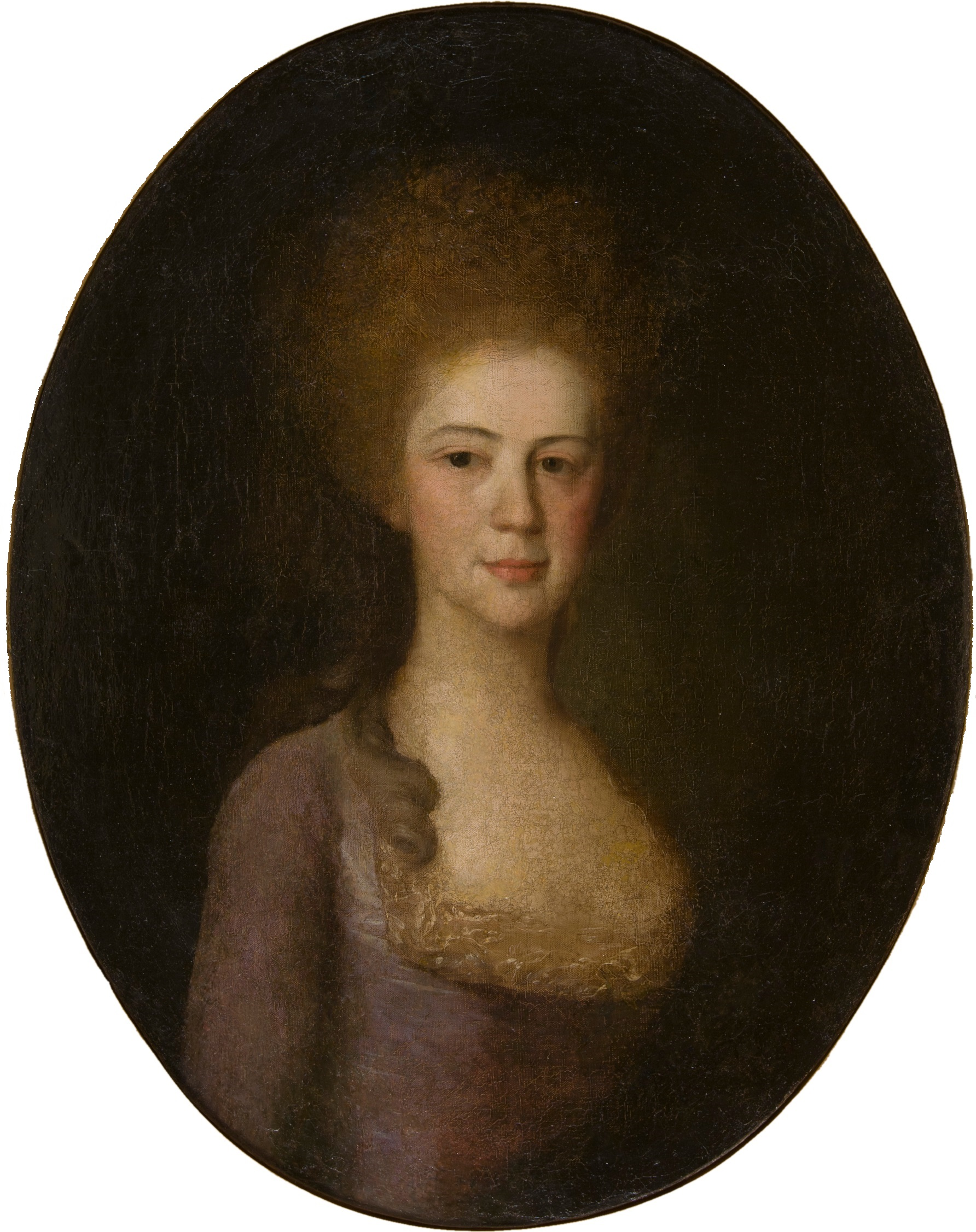
Портрет Т. И. Гагариной
работы Ф. С. Рокотова

## Семья
Князь Павел Гагарин был женат на Татьяне Ивановне Плещеевой (26.09.1761—27.12.1800), дочери премьер-майора Ивана Васильевича Плещеева, сестре вице-адмирала Сергея Плещеева. По отзывам современников, была красавицей и «просто совершенством», в молодости её «нежно и пламенно любил и воспевал» поэт Ю. А. Нелединский-Мелецкий. Похоронена в Донском монастыре. В браке родились: 
- Софья Павловна (1785—1860), фрейлина, с 1804 года жена князя А. П. Оболенского (1769—1852).
- Андрей Павлович (1787—1828), полковник и шталмейстер двора.
- Павел Павлович (1789—1872), действительный тайный советник, кавалер всех высших орденов Российской империи.